# Hans Gómez
Hans Alonso Gómez Tamayo (Santiago, Chile, 11 de abril de 1979) es un Exfutbolista chileno. Jugaba como Defensa, Mediocampista o Delantero.
Vistiendo los colores de O'Higgins ocupó la posición de Defensa, pero en el Campeonato Clausura del 2007 jugó un par de veces de Delantero, incluso anotó un gol a Colo-Colo. En el Campeonato de Apertura del 2008 fue el goleador de O'Higgins con 5 goles. En 2009 ficha por Cobresal. En 2010 ficha por Provincial Osorno, siendo este su último club antes de su retiro.

## Clubes
| Club              | País  | Año       |
| ----------------- | ----- | --------- |
| Unión Española    | Chile | 1996      |
| Magallanes        | Chile | 1997-2004 |
| Everton           | Chile | 2005      |
| Cobreloa          | Chile | 2006      |
| O'Higgins         | Chile | 2007-2008 |
| Cobresal          | Chile | 2009      |
| Provincial Osorno | Chile | 2010      |

- Datos: Q5891885